# Chinese Chess
Chinese Chess (другие названия — Zhong Guo Xiang Qi, Qi Wang) — реализация китайской игры сянци для NES. Можно играть как против компьютерного противника, так и против другого игрока — человека. Компьютерный противник может играть на одном из трёх уровней сложности.